# غرطر مكسيكي
غرطر مكسيكي (الاسم العلمي: Thamnophis eques) (بالإنجليزية: Mexican garter snake )‏ هو نوع من الزواحف يتبع جنس الغرطر من فصيلة الأحناش.